# Epigynopteryx perviata
Epigynopteryx perviata är en fjärilsart som beskrevs av W. Warren 1897. Epigynopteryx perviata ingår i släktet Epigynopteryx och familjen mätare. Inga underarter finns listade i Catalogue of Life.